# Luka Juhart

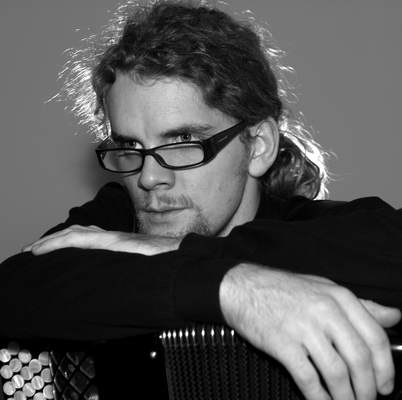
Luka Juhart (2007)

Luka Juhart (* 1982 in Jugoslawien, heute Slowenien) ist ein slowenischer Musiker.
1995 begann er seine musikalische Ausbildung bei Andrej Lorber am Musikgymnasium in Maribor, an dem er 2001 sein Abitur ablegte. Von 2001 bis 2006 studierte er in der Akkordeonklasse von Hugo Noth an der Hochschule für Musik Trossingen. Dort erwarb er zwei Abschlüsse: einen als Diplom-Musiklehrer (2005) und einen in Künstlerischer Ausbildung (2006). Seitdem studiert er in der Meisterklasse von Stefan Hussong an der Hochschule für Musik Würzburg. Er besuchte Meisterkurse und Workshops unter anderem bei Margit Kern, Ivan Koval, Tomaž Lorenz und Christoph Bossert.
Luka Juhart war mehrmals Preisträger nationaler und internationaler Wettbewerbe. Im Jahr 2001 erhielt er den Dr.-Roman-Klasinc-Preis für außerordentliche künstlerische Leistungen. Außerdem gewann er den DAAD-Preis (2002) und den Iris-Marquardt-Preis (2003).
Als Musiker ist er solistisch und kammermusikalisch in Dänemark, Deutschland, Frankreich, Italien, Kroatien, Österreich, Schweden, Slowenien und in der Schweiz unterwegs. Öfters spielt er auch Aufnahmen für das Radio (unter anderem RTV Ljubljana, RTV Maribor und ORF). Zurzeit beschäftigt er sich viel mit Neuer Musik. Er arbeitet dabei oft mit Komponisten zusammen und führt deren Werke auf, beispielsweise Kompositionen von Uroš Rojko, Klaus Huber, Vinko Globokar und Stefan Beyer.